# Саксония-Цайц
Херцогството Саксония-Цайц (на немски: Herzogtum Sachsen-Zeitz) е територия на Свещената Римска империя и съществува от 1656/1657 до 1718 г. с резиденция в Цайц. То е собственост на странична линия на Албертинските Ветини.

## История
Херцогството получава през 1656 г. Мориц († 4 декември 1681), според завещанието на баща му курфюрст Йохан Георг I († 1656) от 20 юли 1652 г. Неговият син, Мориц Вилхелм († 15 ноември 1718) е вторият и последен херцог на Саксония-Цайц от 1682 г. Линията се прекратява понеже принц Кристиан Аугуст, единственият син на Мориц Вилхелм, става духовник.